# Mirabilita
La mirabilita, també anomenada Sal de Glauber, és un mineral de la classe dels sulfats.

## Característiques
La mirabilita és un sulfat de fórmula química Na₂SO₄·10H₂O. Cristal·litza en el sistema monoclínic. La seva duresa a l'escala de Mohs es troba entre 1,5 i 2,5. Es fa servir per a la fabricació de sosa, a la indústria del vidre i per a fer pintures.
Segons la classificació de Nickel-Strunz, la mirabilita pertany a «07.CD - Sulfats (selenats, etc.) sense anions addicionals, amb H₂O, amb cations grans només» juntament amb els següents minerals: matteuccita, lecontita, hidroglauberita, eugsterita, görgeyita, koktaïta, singenita, guix, bassanita, zircosulfat, schieffelinita, montanita i omongwaïta.

## Formació i jaciments
Tot i tractar-se d'una espècie no gaire habitual ha estat descrita en tots els continents del planeta, inclosa l'Antàrtida. Els jaciments més importants es localitzen a Ischl (Hallstatt, Àustria), Egipte i la mar Càspia. Als territoris de parla catalana ha estat descrita a la comuna nord-catalana de Canavelles, a la comarca del Conflent (Pirineus Orientals).